# Paulius Augius
Paulius Augius (* 2. September 1909 in Gečaičiai, Rajongemeinde Plungė; † 7. Dezember 1960 in Chicago) war ein  litauischer Maler und Holzschnittkünstler. Er malte Landschaften, Bauerndarstellungen, Figürliches, Titelblätter und illustrierte Bücher. Er hatte 1935 bis 1939 eine Ausstellung in Kaunas. In den 1950er Jahren war er im oberschwäbischen Memmingen ansässig; sein Wirken beschränkte sich auf Memmingen und Kaunas. Er lehrte in der Kunstschule Kaunas.